# Grand Prix Cycliste de Montréal 2013
4. edycja wyścigu kolarskiego Grand Prix Cycliste de Montréal odbyła się w dniu 15 września 2013 roku i liczyła 205,7 km. Start i meta wyścigu znajdowała się w Montrealu. Wyścig ten figurował w rankingu światowym UCI World Tour 2013.

## Uczestnicy
Na starcie tego klasycznego wyścigu stanęły 21 ekipy, dziewiętnaście drużyn jeżdżących w UCI World Tour 2013 i dwa zespoły zaproszone przez organizatorów z tzw. "dziką kartą".
Lista drużyn uczestniczących w wyścigu:
| Numery  | Kod | Drużyna                 |
| ------- | --- | ----------------------- |
| 1-8     | SKY | Sky Procycling          |
| 11-18   | CAN | Cannondale              |
| 21-28   | GRM | Garmin-Sharp            |
| 31-38   | TST | Team Saxo-Tinkoff       |
| 41-48   | MOV | Movistar Team           |
| 51-58   | KAT | Team Katusha            |
| 61-68   | OPQ | Omega Pharma-Quick Step |
| 71-78   | AST | Astana Pro Team         |
| 81-88   | RLT | RadioShack-Leopard      |
| 91-98   | BEL | Belkin                  |
| 101-108 | ALM | Ag2r-La Mondiale        |

| Numery  | Kod | Drużyna              |
| ------- | --- | -------------------- |
| 111-118 | BMC | BMC Racing Team      |
| 121-128 | OGE | Orica-GreenEDGE      |
| 131-138 | LAM | Lampre-Merida        |
| 141-148 | EUS | Euskaltel-Euskadi    |
| 151-158 | ARG | Argos-Shimano        |
| 161-168 | FDJ | FDJ                  |
| 171-178 | LTB | Lotto-Belisol        |
| 181-188 | VCD | Vacansoleil-DCM      |
| 191-198 | EUC | Team Europcar        |
| 201-208 | -   | Reprezentacja Kanady |

## Wyniki wyścigu
| Miejsce | Zawodnik             | Państwo    | Drużyna            | Czas       |
| ------- | -------------------- | ---------- | ------------------ | ---------- |
| 1.      | Peter Sagan          | Słowacja   | Cannondale         | 5h 20' 07" |
| 2.      | Simone Ponzi         | Włochy     | Astana Pro Team    | + 4"       |
| 3.      | Ryder Hesjedal       | Kanada     | Garmin-Sharp       | + 4"       |
| 4.      | Greg van Avermaet    | Belgia     | BMC Racing Team    | + 7"       |
| 5.      | Filippo Pozzato      | Włochy     | Lampre-Merida      | + 7"       |
| 6.      | Rui Costa            | Portugalia | Movistar Team      | + 7"       |
| 7.      | Enrico Gasparotto    | Włochy     | Astana Pro Team    | + 7"       |
| 8.      | Lars Petter Nordhaug | Norwegia   | Belkin             | + 9"       |
| 9.      | Jon Izagirre         | Hiszpania  | Euskaltel-Euskadi  | + 9"       |
| 10.     | Jan Bakelants        | Belgia     | RadioShack-Leopard | + 9"       |